# Цветелина Грахич
Цветелина Грахич (на босненски: Cvetelina Grahić/Цветелина Грахић) е българска попфолк певица, бивш вокал на Ку-Ку Бенд.

## Биография
Родена е на 30 септември 1991 г. в град Зеница, Босна и Херцеговина. Когато се ражда, родителите ѝ се пренасят в Сливен, заради опасността от война. След като войната приключва, семейството не може да реши къде да се установи. Времето в България тя прекарва с баба си и дядо си, докато в Босна ѝ се налага сама да се справя с трудностите в отсъствие на майка си.
Цветелина завършва музикално училище в родния си град Зеница. Студентка е в Националната музикална академия, София, профил Оперно пеене.
Цветелина Грахич продължава музикалната нишка в рода си. Майка ѝ била на нейните години, когато сформирала собствена група в родния Сливен и често е водела дъщеря си по ресторантите.

## Ку-Ку Бенд
През 2011 година се явява на кастинг в риалити шоуто Гласът на България, излъчващо се по bTV, с песента "I Turn To You". Тя преминава на втория етап и е избрана от Мариана Попова – нейният „треньор“ и става част от нейния отбор. На втория етап „Вокалните двубои“ тя отпада, след като се състезава с Невена Колева, като заедно трябва да пеят песента "If I Ain`t Got You". Мариана Попова избира Невена Колева да продължи в третия етап на шоуто и Цветелина отпада.
Продуцентите на предаването – Seven-Eight Production и Слави Трифонов я канят да се присъедини в Ку-Ку бенд и оттогава тя е вокал в групата.
През 2017 г. Цветелина Грахич напуска Шоуто на Слави и се отдава на солова кариера. През 2020 г. се присъединява към „Diamond Beat Production“.

## Дискография

### Видеоклипове
| Година | Заглавие                                                              | Режисьор         |
| ------ | --------------------------------------------------------------------- | ---------------- |
| 2013   | Искам те пак                                                          | Александър Сано  |
| 2015   | Зрителна измама                                                       | -                |
| 2017   | Престъпно е                                                           | -                |
| 2018   | К’во чух (дует с Кристиян)                                            | Силвестър Матеев |
| 2019   | Сто лъжи                                                              | Мурад Тахиров    |
| 2020   | Не се отказват (квартет с Малката, Александър Робов и Денис Теофиков) | Стефан Маринов   |
| 2020   | Пак ще го направя (дует с Денис Теофиков)                             | Георги Марков    |